# Brückenfinanzierung
Brückenfinanzierung (englisch bridge financing oder bridge loan) ist der Oberbegriff für die durch Kreditinstitute vorgenommene, kurzfristig angelegte Vor- oder Zwischenfinanzierung bestimmter Transaktionen (Immobilienkauf, Unternehmenskauf) bis zur endgültigen Anschlussfinanzierung.

## Arten
Hauptsächlich kommen drei Arten von Brückenfinanzierungen vor, nämlich im Bereich der Immobilienfinanzierung, bei Unternehmensfinanzierungen und bei Börsengängen.

### Immobilienfinanzierung
In Deutschland, Österreich und der Schweiz stammen die Begriffe Vor- und Zwischenfinanzierung überwiegend aus dem Immobilienfinanzierungsbereich. Hier werden sie im Zusammenhang mit kurzfristigen Kreditgewährungen gebraucht, die den Zeitraum zwischen der Zahlungspflicht des Kreditnehmers und der endgültigen Immobilienfinanzierung überbrücken sollen. Ist die Endfinanzierung auszahlungsreif, dient sie zur Ablösung der Vor- oder Zwischenfinanzierung, weswegen auch von Kreditablösung gesprochen wird. Typische Baufinanzierungen kennen lediglich 4 bis 5 Auszahlungsgründe mit pauschalen Auszahlungsquoten je nach Baufortschritt (25 % des Kredites auszahlbar bei Fertigstellung der Kellerdecke, weitere 25 % bei Rohbau, weitere 25 % bei fertiger Inneninstallation, Rest bei Übergabe). Die Auszahlungen hieraus stehen deshalb in der Bauphase nicht immer zur Verfügung wie es zur Begleichung der in kurzen Abständen anfallenden Baurechnungen erforderlich ist. Um diese Bedingungen einzuhalten, wird eine Zwischenfinanzierung gesucht, die flexibel an die Zahlungserfordernisse ohne Auszahlungsquoten angepasst ist.
Seit dem 1. Mai 1993 fallen Bauzwischenfinanzierungen unter den Ausnahmetatbestand für Realkredite nach § 492 Abs. 1a 2 BGB. Als  Zwischenfinanzierung wird die Bereitstellung mittel- oder kurzfristiger Gelder angesehen, deren Ablösung durch Mittel der grundpfandrechtlich gesicherten Endfinanzierung vorgesehen ist.
Ein Immobiliardarlehen im Sinne des § 492 Abs. 1 a 2 BGB liegt immer dann vor, wenn neben den allgemeinen Anforderungen an Verbraucherdarlehensverträge zwei weitere Tatbestandsmerkmale erfüllt sind. Dies ist einerseits die Abhängigkeit der Darlehensgewährung von einem Grundpfandrecht (oder die Einhaltung der Anforderungen des § 7 Abs. 3 bis 5 BSpkG) und andererseits die Gewährung des Darlehens oder einer entsprechenden Zwischenfinanzierung zu Bedingungen, die für diese Kredite als marktüblich anzusehen sind.

### Unternehmensfinanzierung
Im internationalen Kreditgeschäft gehört das bridge financing zu den etablierten, strategischen Instrumenten einer Unternehmensfinanzierung.
Der Unternehmenskauf durch Investoren erfordert oft einen hohen Kapitaleinsatz und wird zumeist unter großem Zeitdruck abgewickelt. Wenn der sofort fällige Kaufpreis nicht oder nicht vollständig aus vorhandenen Finanzierungsquellen gedeckt werden kann und endgültige Finanzierungsformen noch nicht bekannt sind, wird eine Brückenfinanzierung in Form einer Vorfinanzierung erforderlich. Unternehmenskäufe ergeben sich häufig so kurzfristig, dass hierauf eine solide Finanzplanung nicht ausgerichtet werden kann, sodass eher „spontane“ Finanzierungslösungen wie die Brückenfinanzierung gewählt werden müssen. Während der Laufzeit der Brückenfinanzierung hat der Investor ausreichend Zeit, über die endgültigen Finanzierungsquellen zu entscheiden und für die Ablösung der Brückenfinanzierung zu sorgen. Brückenfinanzierungen in dieser Form sind dann konkret eine Vorfinanzierung, weil endgültige Finanzierungsquellen noch nicht bekannt waren.

### Börsengang
Beim Börsengang ist oft eine Brückenfinanzierung erforderlich, weil das Eigenkapital erst nach dem Börsengang oder nach einer Kapitalerhöhung zur Verfügung steht, obwohl bereits vorher der Finanzierungsbedarf für Investitionen aufgetreten ist. Eine Brückenfinanzierung macht das Unternehmen deshalb unabhängig vom Börsengang.

## Anschlussfinanzierung
Typisch für beide Arten der Brückenfinanzierung ist zunächst das Fehlen oder fehlende Auszahlungsreife der Anschluss- oder Endfinanzierung. Ist diese vertraglich gesichert, so liegt eine Zwischenfinanzierung vor, ist sie indes vertraglich noch nicht gesichert, handelt es sich um eine Vorfinanzierung. Das höhere Risiko für den Gläubiger liegt mithin bei der Vorfinanzierung, weil die Tilgung seines Kredits durch die Anschlussfinanzierung dann noch nicht gewährleistet ist. Bei Zwischenfinanzierungen besteht die Möglichkeit, dass sich das zwischenfinanzierende Institut die Auszahlungsansprüche aus der Anschlussfinanzierung im Wege der Zession als Kreditsicherheit abtreten lässt.

## Keine Brückenfinanzierung
Kredite, die ausschließlich der Überbrückung von Liquiditätsengpässen dienen, stellen keine Brückenfinanzierung dar. Hierunter fallen Kontokorrentkredite, Dispositionskredite oder Massekredite in der Insolvenz.